# Trioza senda
Trioza senda är en insektsart som beskrevs av Leonard D. Tuthill 1959. Trioza senda ingår i släktet Trioza och familjen spetsbladloppor. Inga underarter finns listade i Catalogue of Life.